# Hopleacanthus richelsdorfensis
L'opleacanto (Hopleacanthus richelsdorfensis) è un pesce cartilagineo estinto di incerta collocazione sistematica, forse vicino all'origine degli squali odierni (Neoselachii). Visse nel Permiano superiore (circa 259 - 254 milioni di anni fa) e i suoi resti fossili sono stati ritrovati in Germania.

## Descrizione
Questo animale era lungo circa un metro e il suo aspetto doveva richiamare quello di uno squalo attuale. Erano presenti due pinne dorsali piuttosto arretrate, ciascuna delle quali preceduta da una piccola spina ricoperta di smaltoide (una sostanza simile allo smalto dentale, tipica dei denti di molti squali). Le spine delle pinne dorsali possedevano una curiosa sezione trasversale a ferro di cavallo (da cui il nome Hopleacanthus, che significa "spina a ferro di cavallo"). Il cranio doveva essere corto e fornito di denti aguzzi, privi però di smaltoide a tre livelli tipico degli squali odierni. 

## Classificazione
Hopleacanthus richelsdorfensis venne descritto per la prima volta nel 1982, sulla base di un esemplare quasi completo ma mal conservato, ritrovato nella zona di Bad Hersfeld (Assia, Germania occidentale) in terreni del Permiano superiore. Questo esemplare, inizialmente attribuito al genere Ctenacanthus, mostra però caratteristiche miste degli squali ibodonti, degli ctenacanti e dei paleospinacidi (gli antenati degli squali odierni), che hanno reso necessaria l'attribuzione a un nuovo genere. Non è chiara la collocazione sistematica di Hopleacanthus; sembra però probabile che fosse una forma di transizione dagli squali arcaici tipici del Paleozoico (come gli ctenacanti) e gli squali di tipo odierno (Neoselachii) tipici dei mari del Mesozoico e del Cenozoico. Altre forme forse simili sono Amelacanthus ed Eunemacanthus.